# René Barrientos Ortuño
René Barrientos Ortuño (30 de maig de 1919 - 27 d'abril de 1969) va ser militar i polític bolivià, quarantè setè President de Bolívia.
- Primera presidència (Règim Dictatorial): 5 de novembre de 1964 -26 de maig de 1965.
- Segona presidència: 26 de maig de 1965 - 2 de gener de 1966.
- Tercera presidència: 6 d'agost de 1966 - 27 d'abril de 1969.

El dia 27 d'abril de 1969 Barrientos va visitar Arque i quan el seu helicòpter aixecava vol per retornar a Cochabamba, va caure a terra i es va incendiar. Barrientos va morir en aquest fet, com així també l'ajudant de camp i el pilot.